# Takumi Yamanoi
Takumi Yamanoi (山ノ井 拓己 Yamanoi Takumi?), född 25 oktober 1998 i Chiba prefektur, är en japansk fotbollsspelare.
Yamanoi började sin karriär 2017 i Avispa Fukuoka.